# 神田警察署

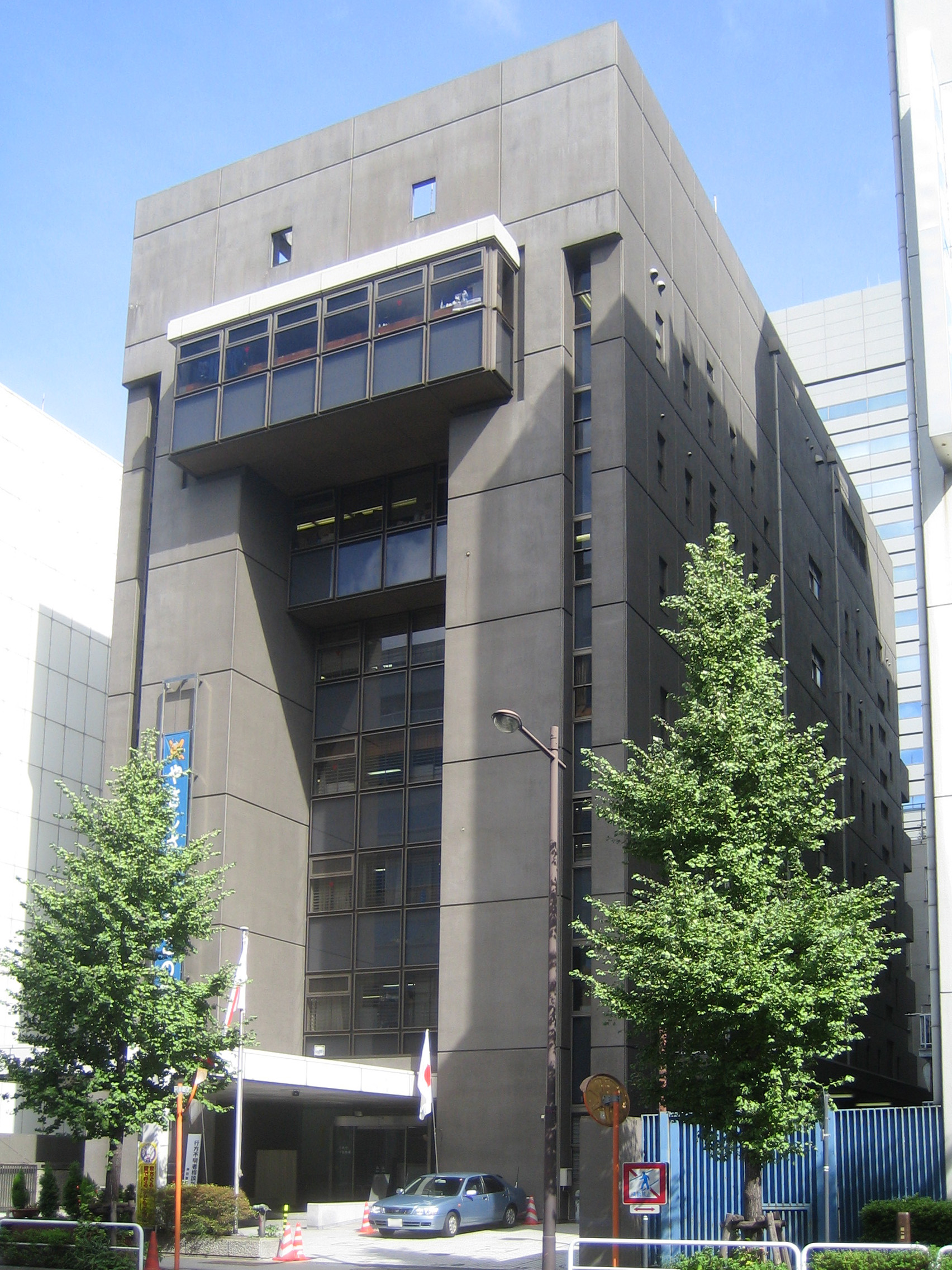
2015年1月まで利用されていた旧庁舎

神田警察署（かんだけいさつしょ）は、警視庁が管轄する警察署の一つである。第一方面本部所属。当署管内は多くの大学が集中する文教地区である。かつて学生運動が盛んだった頃はしばしば警備実施の拠点となった。
署員数およそ200名。識別章所属表示はMC。
2020年（令和2年）12月21日に新庁舎に移転した。

## 所在地
- 東京都千代田区神田錦町三丁目3番地2

## 管轄区域
- 千代田区の内
  - 神田錦町一・二・三丁目
  - 神田淡路町一・二丁目
  - 神田多町二丁目（一丁目は現存しない）
  - 内神田一・二・三丁目（三丁目は1番から6番、8番から11番、15番、16番、24番のみ。それ以外の街区は万世橋警察署の管轄）
  - 神田小川町一・二・三丁目
  - 神田神保町一・二・三丁目
  - 神田司町二丁目（一丁目は現存しない）
  - 神田美土代町
  - 一ツ橋二丁目（一丁目は麹町警察署の管轄）
  - 神田三崎町一・二・三丁目
  - 神田駿河台一・二・三・四丁目
  - 神田猿楽町一・二丁目
  - 西神田一・二・三丁目

## 沿革
- 1875年（明治8年）12月 - 第四方面第一署として開署。
- 1893年（明治26年）4月 -小川町警察署と和泉橋警察署が統合し 神田警察署に改称。
- 1910年 (明治43年)12月-神田錦町警察署に名称変更。
- 1913年 (大正2年)6月-神田外神田警察署(万世橋警察署)を分割。
- 1945年（昭和20年）5月 - 錦町・西神田・万世橋の各署を統合し、再び神田警察署となる。
- 1947年（昭和22年）11月 - 万世橋警察署が分離独立する。
- 1986年（昭和61年）12月 - 庁舎が完成（神田錦町二丁目2番地）。
- 2015年（平成27年）1月 - 旧千代田保健所（神田錦町三丁目10番地）を仮庁舎として移転。隣接する東京電機大学東京神田キャンパスの移転に伴う一帯の都市再開発(KANDA SQUARE)の為。
- 2020年（令和2年）12月21日 - 東京都千代田区神田錦町三丁目3番地2（東京電機大学東京神田キャンパス5号館跡地）の新庁舎に移転。

## 組織
- 警務課
- 交通課
- 警備課
- 地域課
- 刑事組織犯罪対策課
- 生活安全課

## 交番
- お茶の水交番（千代田区神田駿河台二丁目3番地）
- 神保町交番（千代田区一ツ橋二丁目5番7号）
- 水道橋駅前交番（千代田区神田三崎町三丁目9番1号）
- 司町交番（千代田区神田司町二丁目2番地）

## 周辺
旧庁舎の隣には2012年3月まで東京電機大学神田キャンパスがあり、三方を囲まれていた。正面の道路は「神田警察署通り」である。